# Bridging Arts
Bridging Arts ist eine Kunstinitiative mit Sitz in Nürnberg und seit 2014 in Salzburg, die kunstschaffende und nicht-kunstschaffende Menschen, auf und hinter der Musik- und Theaterbühne zusammenbringt. Der jährliche Höhepunkt des Vereins ist das Bridging Arts Kammermusikfestival Nürnberg, bis 2017 noch benannt als Internationales Kammermusikfestival Nürnberg.
Träger ist der Kammer Musik Theater International e. V. in der Metropolregion Nürnberg.

## Ziele und Formate
Das Angebot des Vereines ist in einem kontinuierlichen Wandel, orientiert an dem fortlaufenden Wandel und der Vielfältigkeit der Gesellschaft. Im Zentrum dieses Wandels sieht Bridging Arts das Selbstverständnis, für das Kunst und Kultur essentiell sei. Mit dem Wunsch, möglichst viele Menschen der Metropolregion Nürnberg die Möglichkeit zu geben, aktiv das kulturelle Leben mitzugestalten und mitzuerleben, arbeitet Bridging Arts mit folgenden Formaten:
Konzert: in der Tradition des Internationalen Kammermusikfestivals Nürnberg stattfindende klassische Konzerte. Neben Konzerten bei Kerzenschein im Rittersaal der Kaiserburg werden auch Orte ausgewählt, die mit der Musik des Programms kommunizieren.
Bühne: Innovative Musiktheater- und Tanzproduktionen entstehen in Verbindung mit edukativen Programmen und Projekten, die die Beteiligten und das Publikum in Nürnberg und Salzburg den Gedanken der Community-Art leben und erleben lassen.
…nah dran: Hierbei handelt es sich um private „Wohnzimmerkonzerte“, Lesungen oder Tanz. Diese ermöglichen einen persönlichen Kontakt zu den Kunstschaffenden.
Eine Gute Halbe Stunde: Dies ist ein Angebot von moderierten Mittagskonzerten in öffentlichen Räumen. Die Konzerte ermöglichen eine ungezwungene und spontane Begegnung mit meist jungen Kunstschaffenden bei freiem Eintritt.
Unterstützung von Kunstschaffenden: In Zeiten der Corona-Pandemie hat der Verein den Hilfsfonds „Play it forward“ für darstellende Künstler und Musiker eingerichtet. In diesem Konzept werden nach der Krise Auftrittsmöglichkeiten organisiert, vorrangig für Menschen, die Konzertsäle nicht selbst aufsuchen können, und den begünstigten Kunstschaffenden die Chance gegeben, sich erkenntlich zu zeigen.

## Gründung

### Nürnberg

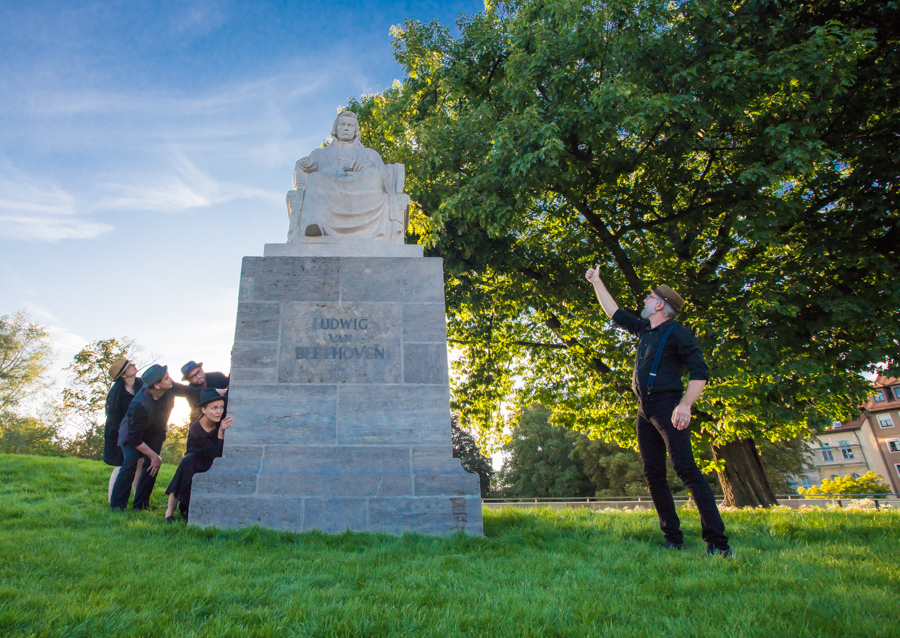
A Bow To B. Musiklose Tanzeinlage zur Einweihung des neu gestalteten Beethoven-Denkmals in Nürnberg

Das Internationale Kammermusikfestival Nürnberg wurde 2002 dank der Initiative der damals in Nürnberg lebenden Künstler gegründet: der britischen Pianistin Emily Segal, dem britischen Dirigenten Peter Selwyn, der kanadischen Sängerin Frances Pappas, dem deutschen Schauspieler Gero Nievelstein und der Musikliebhaberin Dorle Messerer-Schmid.

### Salzburg
Frances Pappas und Gero Nievelstein gründeten 2014 Bridging Arts Salzburg als Erweiterung des Standorts Nürnberg.

## Spielorte des Bridging Arts Kammermusikfestivals
Seit dem ersten Konzert im September 2002 versuchen die Konzerte des Kammermusikfestivals auch immer, in Kommunikation mit dem jeweiligen Spielort zu treten.
| - Rittersaal der Kaiserburg - Foyer des Opernhauses - Dokumentationszentrum Reichsparteitagsgelände - St. Egidienkirche - Kartäuserkirche des Germanischen Nationalmuseums Nürnberg - St. Sebalduskirche - Hirsvogelsaal im Tucherschloss - Frauenkirche - Historischer Rathaussaal - Tiergarten Nürnberg (im Rahmen der Community-Oper Noahs Arche) - Glucksaal des Opernhauses Nürnberg - St. Marthakirche | - Neues Museum Nürnberg - Katharinensaal der Stadtbibliothek Nürnberg - Klarissenplatz (im Rahmen der Community-Oper babylonexperiment und Schau nicht zurück, Orfeo!) - Eppeleinsaal der Kaiserstallung - Hubertussaal – Gostener Hoftheater - Kulturwerkstatt Auf AEG - St. Johanniskirche - Aussegnungshalle des St. Johannis-Friedhof - Barocksaal Fembohaus - Kapelle des St. Rochus-Friedhofs - Orchestersaal der Hochschule für Musik Nürnberg - Kunstbunker im Bauhof - Uhrenhaus der N-Ergie |

## Community-Opern
2005: Arche Noah (Noah’s Fludde)
Benjamin Britten
In Zusammenarbeit mit Schülerinnen und Schülern aus Fürth, Schwabach, Wendelstein und Ensembles aus Ansbach, Fürth und Nürnberg.
2006: Hear our voice
Musik: Jonathan Dove und Matthew King; Libretto: Tertia Sefton-Green
In Zusammenarbeit mit Schülerinnen und Schülern aus London, Nürnberg und Prag.
2009: babylonexperiment
Musik: Matthew King; Libretto: Michael Kerstan
In Zusammenarbeit mit Schülerinnen und Schülern aus Nürnberg, Fürth und Roth
2010: Schau nicht zurück, Orfeo!
Tanzoper nach Gluck
Musik: Stefan Hakenberg; Libretto: Patricia Anne Simpson in Zusammenarbeit mit dem Staatstheater Nürnberg und Schülerinnen und Schülern aus Bamberg, Nürnberg und Schweinfurt
2015: Noah's Flut
Benjamin Britten
In Zusammenarbeit mit Schülern und Schülerinnen aus Salzburg.
2021: Niemands phantastische Reise

Tanzoper von Stefan Hakenberg

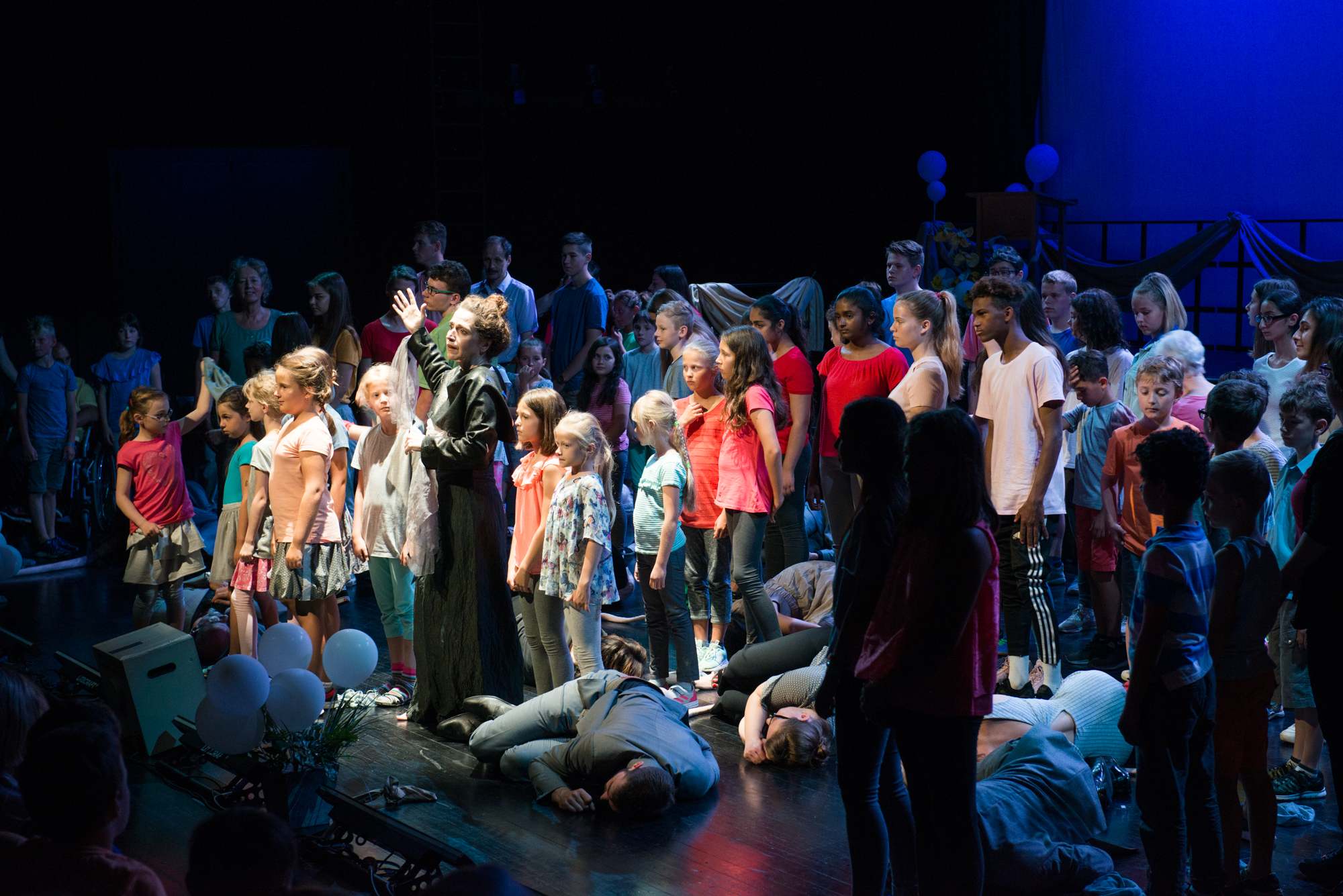
Community-Oper Was bleibt...oder die Geschichte eines Rattenfängers. Kammersängerin Frances Pappas und Teilnehmerinnen/Teilnehmer aus der Community.

2018 Was bleibt…oder die Geschichte eines Rattenfängers
Musik: Matthew King; Libretto: Michael Irwin
In Zusammenarbeit mit Schülerinnen und Schülern und Erwachsenen/Senioren aus Allersberg, Erlangen, Nürnberg und Zell
Dieses Projekt wurde auch 2018 von Bridging Arts Salzburg mit Schülerinnen und Schülern, sowie Erwachsenen/Senioren aus Salzburg erarbeitet und dort aufgeführt.

## Auszeichnungen
- 2007: Kulturstipendium der Stadt Nürnberg. Bis 2016 vergab die Stadt Nürnberg in Anerkennung förderungswürdiger Leistungen Nürnberg-Stipendien.[9]
- 2010: Europäischer Kulturpreis der Stiftung PRO EUROPA.[10]
- 2016: Landespreis für kulturelle Bildung des Landes Salzburg. Einmal jährlich werden Projekte, die Menschen und Kunstschaffende in eine direkte und prozesshafte Begegnung bringen, geehrt.[11]
- 2018: 2. Platz des Sparda Zukunfspreises. Mit dem SpardaZukunftspreis ‚Bildung für Kinder‘ zeichnet die Sparda-Bank Stiftung Vereine, Initiativen, Institutionen oder auch Einzelpersonen aus, die mit neuen Ideen und Ansätzen die Chancengleichheit beim Zugang zu Bildungsmöglichkeiten fördern und Bildung für Kinder als nachhaltiges, emotionales Erlebnis inszenieren.[12]
- 2018: Nominierung für den Junge Ohren Preis in der Kategorie Programm. Der Preis wird jährlich an herausragende Konzert- und Musiktheaterprojekte für junges Publikum vergeben. Er zeichnet hochwertige Produktionen öffentlichkeitswirksam aus, liefert Beispiele für gelungene Musikvermittlung und regt die Qualitätsdebatte an.[13]

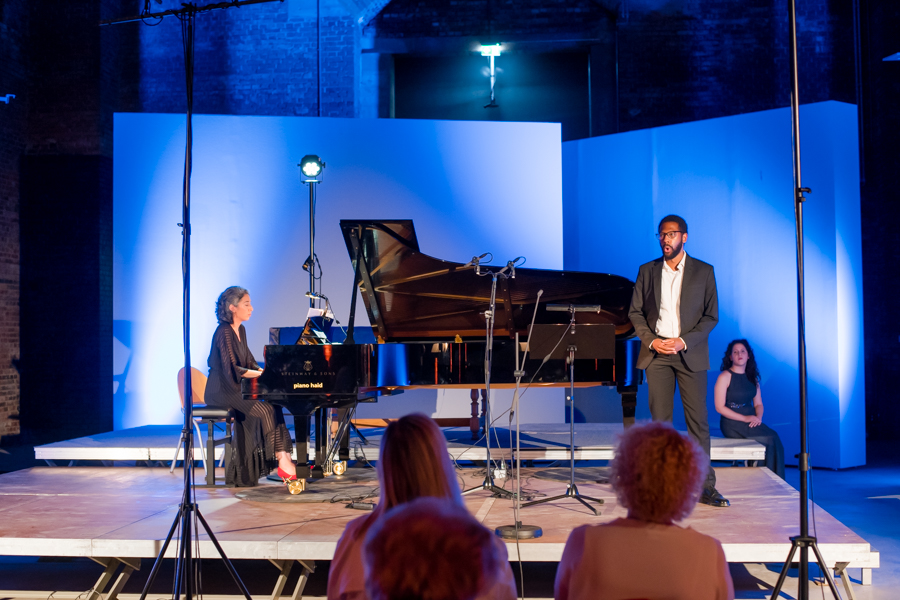
Konzert im Dokumentationszentrum Reichsparteitagsgelände. Klavier: Zeynep Özsuca, Sänger: Elliot Carlton Hines